# Geyer von Geyersperg

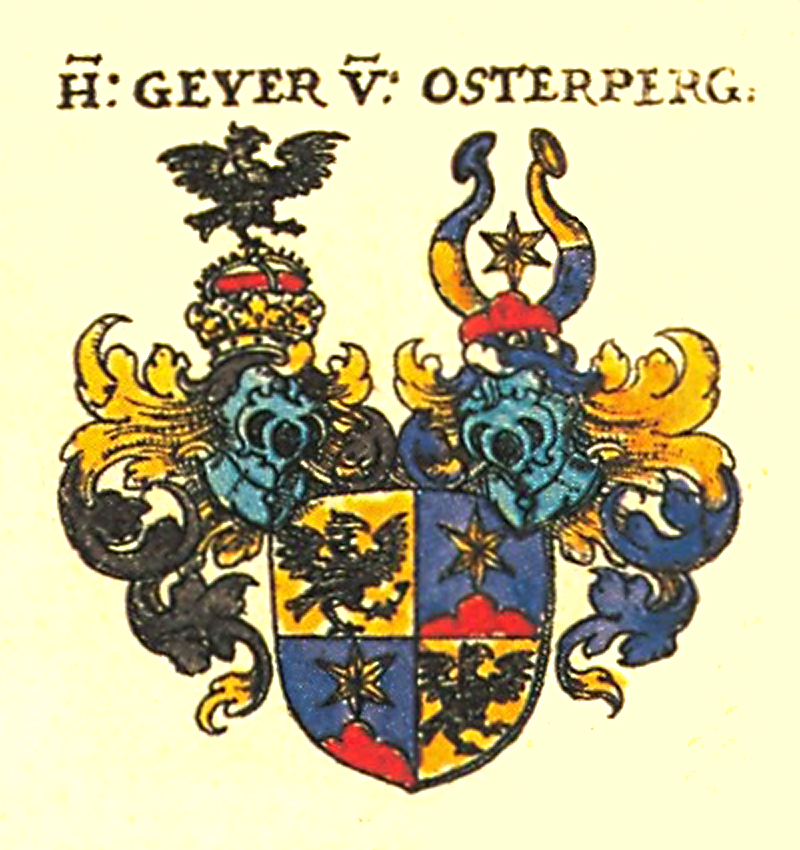
Wappen der Geyer von Osterberg

Die Geyer von Geyersperg (auch Geier, Geyer Edle von Osterburg) waren ein aus Franken stammendes österreichisches Adelsgeschlecht, welches 1650 in den Freiherrnstand und 1676 von Kaiser Leopold I. in den Reichsgrafenstand erhoben wurde.

## Geschichte

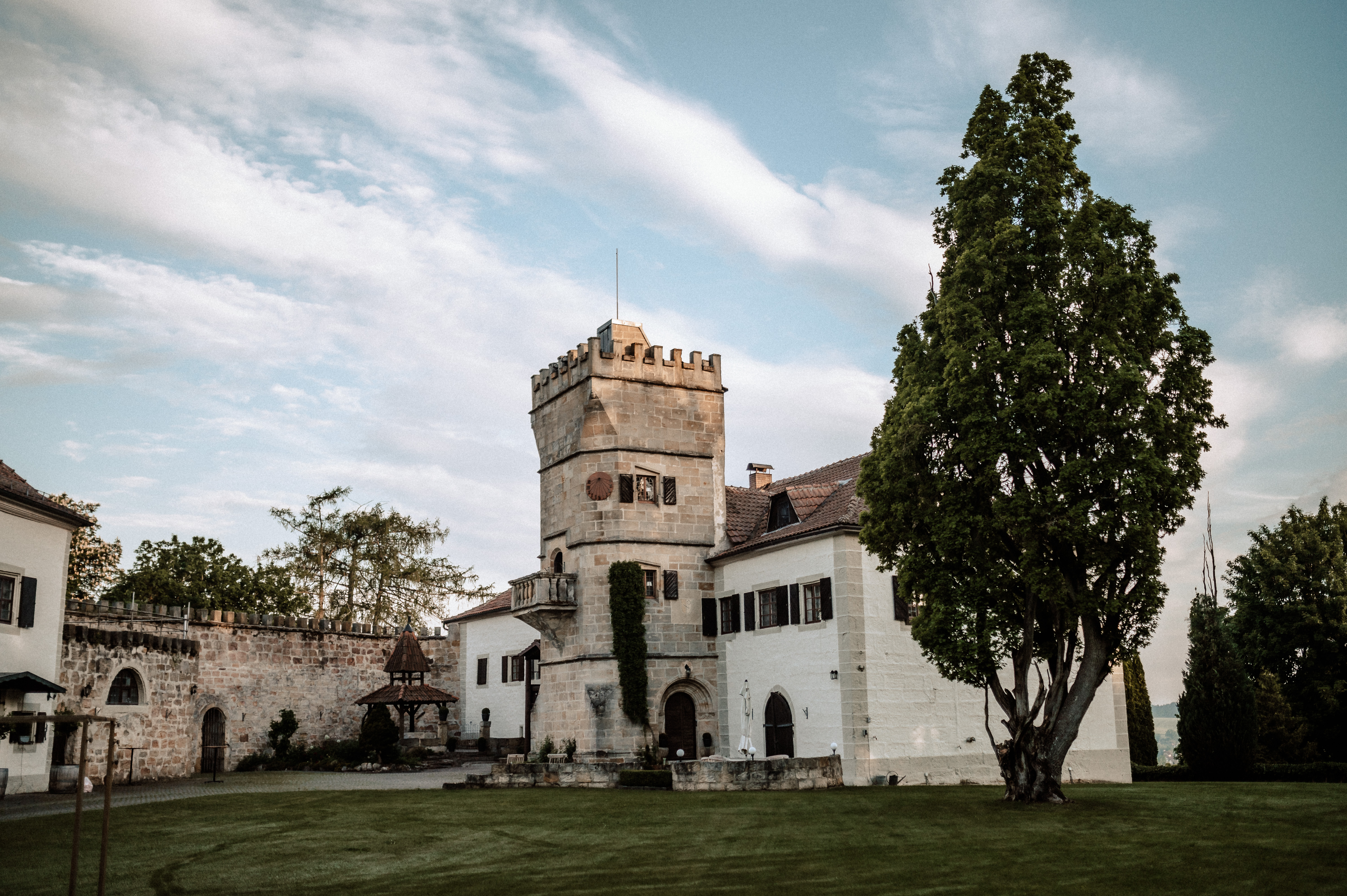
Burg Geyersberg

Veit Geyer von Geyersperg (Zeisperg) lebte im Jahr 1370 auf dem Sitz Geyersberg in Seßlach in Franken. Seine Söhne Johann und Oswald I. sind aus Urkunden von 1401 und 1410 erwiesen. Johanns Söhne waren Kilian Geyer, Domdechant zu Würzburg und 1450 Domherr zu Bamberg, und Diether (Dietrich) Geyer, welcher noch 1445 lebte. Dessen Söhne Johann und Stephan waren beide Geistliche, letzterer war 1470 Domherr zu Würzburg.
Der Sohn Oswald I. war Bartholomä Geyer († 1468), Rat Kaiser Friedrich III. und Vater von
Oswald II. Dieser ist der Stammvater dieses Geschlechts, das sich nach den Söhnen Balthasar, Hanns (Johann), Adam und Georg in vier Linien aufteilte. Hanns Geyer († 1525) kam 1482 nach Österreich, kaufte 1514 Osterburg bei Haunoldstein und 1515 Hernals. Mit der Belehnung 1515 beauftragte Kaiser Maximilian I. Hanns Geyer weitere Verwandte ins Land zu bringen. So kamen Vertreter aller vier Linien nach Österreich, z. B. 1517 Adam und später Simon Geyer. Sie erwarben Güter in Ober- und Niederösterreich, wie
Schloss und Gut Arbing, Wieselburg, Wolfpassing, Mollenburg, Leesdorf, Karnabrunn und Inzersdorf.
Im Zuge der Auseinandersetzungen zwischen dem katholischen Herrscherhaus und den überwiegend evangelischen Adeligen kam es, wie in anderen Familien auch, zu unterschiedlichen Lösungen. Manche evangelische Familienmitglieder kämpften auf Seiten der aufständischen Protestanten, wie z. B. Otto Friederich, der in der Schlacht am Weißen Berg fiel. In der Folge wurden sie geächtet, ihre Güter konfisziert und mussten das Land verlassen. Einige blieben eher neutral, wie Hanns Christoph, der 1620 dem Kaiser huldigte und als Evangelischer bis 1642 niederösterreichischer Regimentsrat blieb. Andere, wie Hanns Ehrenreich, wurden wieder römisch-katholisch und bekleideten höhere Ämter.
Johann (Hanns) Adam, Herr von Geyersperg und Osterburg, (* 1653) kaiserlicher Geheimer Rat, wurde mit seinen Vettern Wolf Christoph und Maximilian Adam von Kaiser Leopold I. 1676 zum Reichsgrafen erhoben.
Mitte des 18. Jahrhunderts ist das Geschlecht der Geyer in Österreich und mit Johann Heinrich Ehrenreich Graf Geyersberg und Osterburg 1805 in Sachsen gänzlich im Mannesstamm erloschen.

## Persönlichkeiten
- Bartholomä Geyer († 1468), Rat Kaiser Friedrich III.
- Adam Geyer zu Osterburg, Landesanwalt von Oberösterreich, sein Sohn:
- Hieronymus war ebenfalls oberösterreichischer Landanwalt (1554–1557)
- Johann (Hanns) Geyer von Osterburg, Herr von Wolfstein, niederösterreichischer Landuntermarschall von 1556 bis 1561
- Luise Karoline Reichsgräfin von Hochberg, geb. Freiin Geyer von Geyersperg, ab 1787 Freifrau von Hochberg, seit 1796 Reichsgräfin von Hochberg (1767–1820), zweite Ehefrau des Markgrafen und späteren Großherzogs Karl Friedrich von Baden
- Rudolf von Geyer-Geyersperg (1879–1960), österreichischer Schauspieler, Regisseur und Dramatiker

## Stammliste
umfangreiche Stammliste (laut Wissgrill) siehe Stammliste der Geyer von Geyersperg

## Wappen

### Stammwappen
Ein mit schwingenden Flügeln zum Flug gerichteter schwarzer Geier in goldenem Feld. Ein offener Helm mit einer goldenen Krone geziert, über die Krone steht der rote österreichische geschmückte Erzherzoghut empor, welches besondere Gnadenzeichen Kaiser Friedrich diesem Geschlechte 1482 verliehen hat. Die Helmdecke ist Gold und schwarz.

### Freiherrnwappen
Ein vierfeldiges Schild, 1 und 4 das Stammwappen. Im Feld 2 und 3 in himmelblau ein großer goldener Stern auf einem dreifachen roten Hügel (Wappen der Fuchs von Kandelberg aus Franken).
Oben zwei gekrönte offene Helme, auf dem rechten in einer Krone der Erzherzoghut und darüber der Geier – wie im Schild beschrieben, links ein von goldenen und blauen Bändern geflochtenes Band darüber auf den dreifachen roten Hügeln ein goldener Stern zwischen zwei Büffelshörnern, diese quer geteilt rechts oben blau, unten gold, links oben gold, unten blau. Die Helmdecken sind rechts Gold und schwarz, links Gold und blau vermischt.

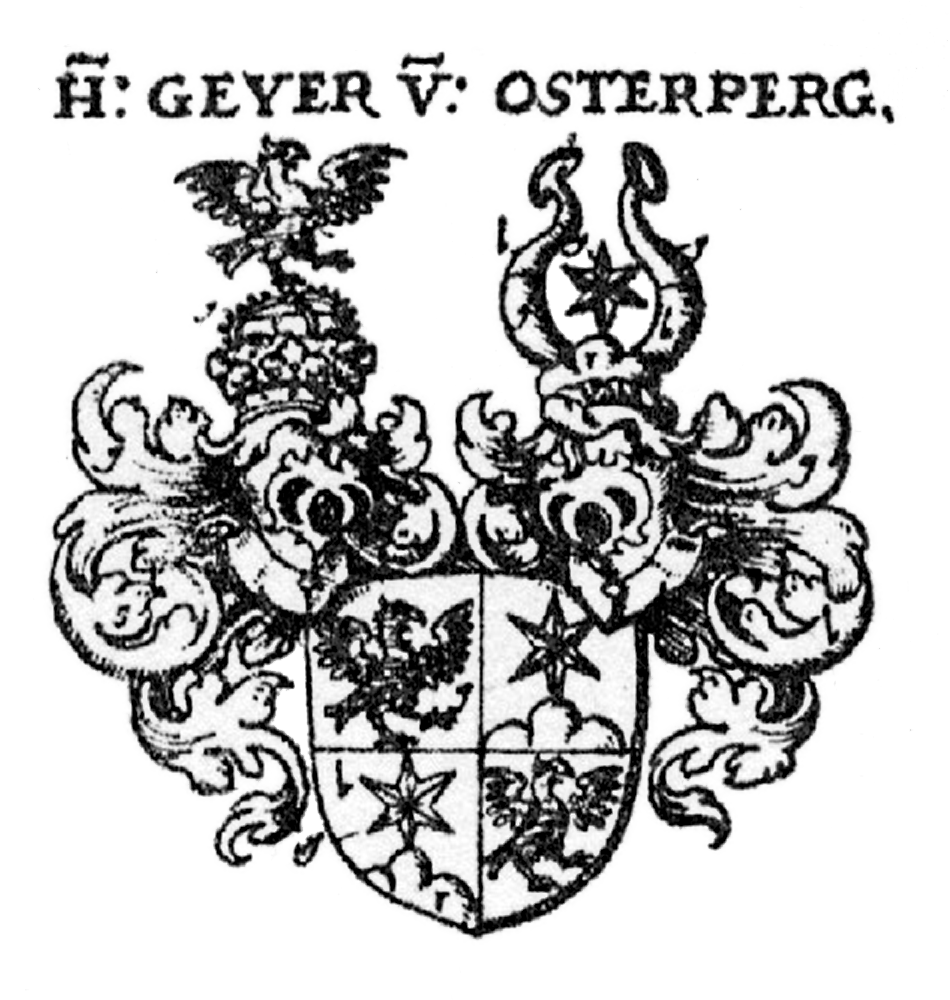
Wappen der Geyer Herren von Osterberg
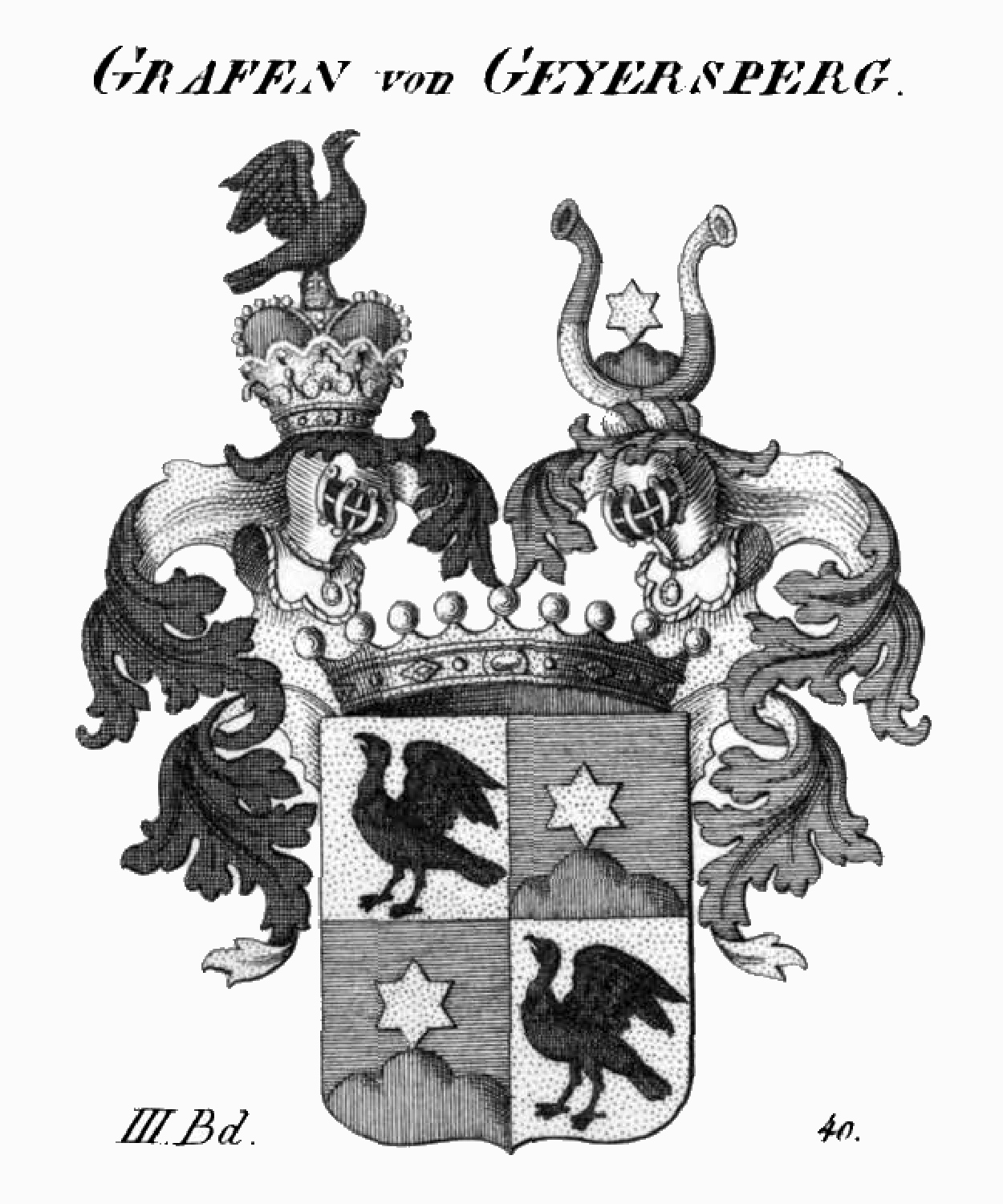
Wappen der Grafen Geyersperg
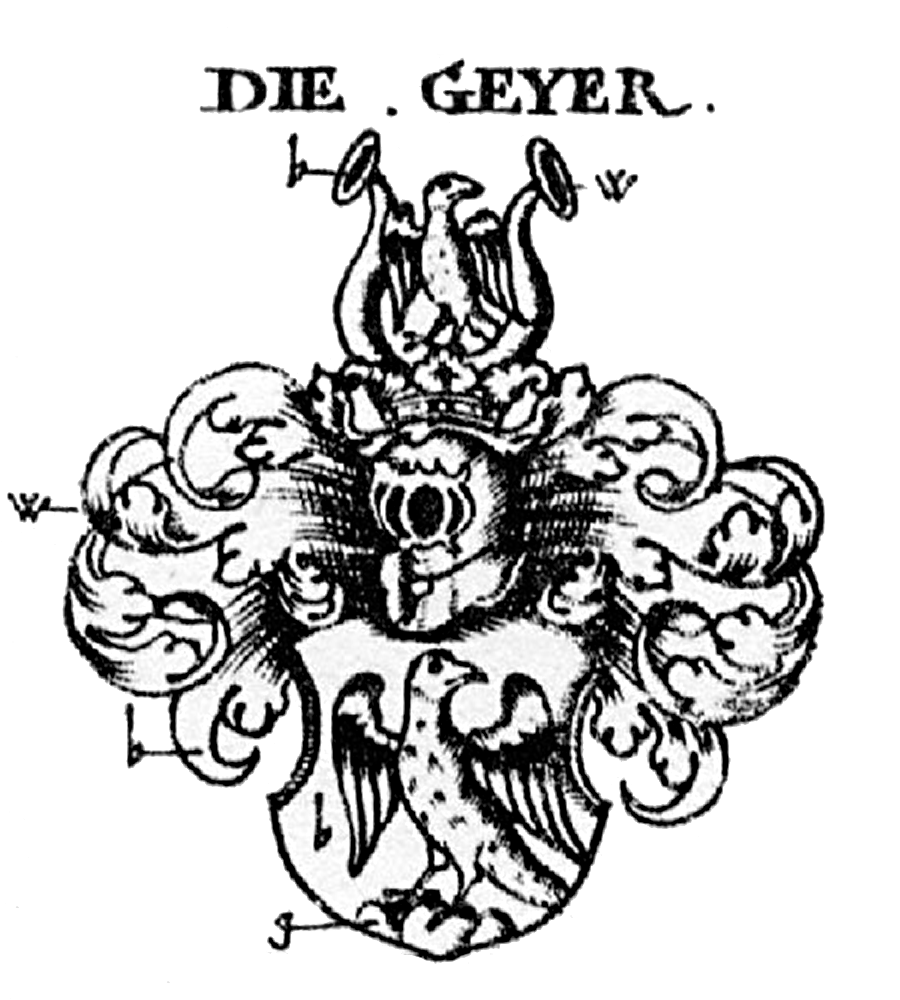
Wappen der Geyer (Regensburg)